# Show Me What You Got
„Show Me What You Got” – singiel amerykańskiego rapera Jay-Z. Utwór pochodzi z albumu Kingdom Come z 2006 roku.

## Lista utworów
UK - CD
1. „Show Me What You Got”
2. „Can't Knock The Hustle” (featuring Beyoncé)

UK - Vinyl
1. „Show Me What You Got” (edited)
2. „Show Me What You Got” (explicit)
3. „Show Me What You Got” (instrumental)